# Italia's Got Talent (terza edizione)
La terza edizione del talent show Italia's Got Talent, composta da 9 puntate, è andata in onda dal 7 gennaio al 10 marzo 2012 su Canale 5 con la conduzione di Simone Annicchiarico e Belén Rodríguez.
L'edizione del talent show ha avuto un gran riscontro da parte del pubblico con ottimi ascolti (la sesta puntata ha raggiunto il record di quasi 9 milioni di telespettatori e circa il 35% di share) superando il concorrente di Rai 1 Ballando con le stelle. Le puntate del 17 e del 24 marzo 2012 intitolate Italia's Got Talent - Il viaggio (la prima in prima serata, la seconda in seconda serata) sono state dedicate ai momenti più salienti del programma.

## Puntate
Dopo la prima fase di provini, vengono selezionati 48 talenti che vengono suddivisi in 6 gruppi nelle due semifinali. Nel corso delle semifinali, per ogni gruppo, il televoto stabilisce una classifica di gradimento che permette l'accesso alla finale a due concorrenti: il primo classificato e la scelta dei giudici tra il secondo e il terzo classificato.

### Semifinale - 25 febbraio
Gruppo 1
| Posizione | Nome artista          | Tipologia            | Voti ricevuti                    |
| --------- | --------------------- | -------------------- | -------------------------------- |
| 1°        | Emil Faccoli          | Bambino break-dancer | 40,24%                           |
| 2°        | Eugenio Amato         | Cantante             | 23,50% (Vince il ballottaggio)   |
| 3°        | Borotalko             | Ballerini comici     | 15,59% (Perdono il ballottaggio) |
| 4°        | Mago Paolo            | Artista con le bolle | 14,78%                           |
| 5°        | Alexander De Bastiani | Fachiro              | 3,83%                            |
| 6°        | Doweko                | Percussioniste       | 2,07%                            |

Gruppo 2
| Posizione | Nome artista          | Tipologia                   | Voti ricevuti                     |
| --------- | --------------------- | --------------------------- | --------------------------------- |
| 1°        | Syria Luongo          | Bambina ginnasta            | 26,70%                            |
| 2°        | Teatrallegria         | Attori e ballerini disabili | 26,56% (Vincono il ballottaggio)  |
| 3°        | Famiglia Cascavilla   | Famiglia di musicisti       | 21,21 % (Perdono il ballottaggio) |
| 4°        | Paolo Patrizi         | BMX Freestyler              | 15,00%                            |
| 5°        | Giosè Angelo Catalano | Cantante comico             | 6,72%                             |
| 6°        | Anna Volpe            | Anziana memorizzatrice      | 3,81%                             |

Gruppo 3
| Posizione | Nome artista                 | Tipologia            | Voti ricevuti                    |
| --------- | ---------------------------- | -------------------- | -------------------------------- |
| 1°        | Federico Soldati             | Mentalista           | 33,80%                           |
| 2°        | Nicola Pesaresi              | Ventriloquo          | 30,35% (Perde il ballottaggio)   |
| 3°        | Emanuele e Leonardo D'Angelo | Ballerini di tip tap | 11,86% (Vincono il ballottaggio) |
| 4°        | Thomas De Gobbi              | Saxofonista          | 9,65%                            |
| 5°        | Io, Lui, L'altro             | Comici               | 7,88%                            |
| 6°        | Trubleck                     | Ballerine al buio    | 6,46%                            |

Gruppo 4
| Posizione | Nome artista      | Tipologia             | Voti ricevuti                    |
| --------- | ----------------- | --------------------- | -------------------------------- |
| 1°        | Devin De Bianchi  | Ginnasta              | 40,33%                           |
| 2°        | Verba Volant      | Improvvisatori        | 21,31% (Vincono il ballottaggio) |
| 3°        | Federico Curzi    | Performer             | 17,76% (Perde il ballottaggio)   |
| 4°        | Vito Campobasso   | Acrobata con la Vespa | 11,13%                           |
| 5°        | Federica Balucani | Cantante lirica       | 5,30%                            |
| 6°        | Giuseppe De Lucia | Anziano monologhista  | 4,18%                            |

### Semifinale - 3 marzo
Gruppo 1
| Posizione | Nome artista          | Tipologia                  | Voti ricevuti                    |
| --------- | --------------------- | -------------------------- | -------------------------------- |
| 1°        | Salvo Randazzo        | Cantante                   | 40,48%                           |
| 2°        | Pierangelo Gullo      | Bambino attore             | 36,81% (Vince il ballottaggio)   |
| 3°        | Le Silhou             | Ballerini con le ombre     | 13,99% (Perdono il ballottaggio) |
| 4°        | Famiglia Brambilla    | Comici                     | 4,88%                            |
| 5°        | The Jasters           | Fachiri                    | 2,45%                            |
| 6°        | Raffaello Benedettini | Cantante di inni nazionali | 1,40%                            |

Gruppo 2
| Posizione | Nome artista                 | Tipologia                | Voti ricevuti                    |
| --------- | ---------------------------- | ------------------------ | -------------------------------- |
| 1°        | Igor e Andrea Matyushenko    | Acrobati padre e figlio  | 30,46%                           |
| 2°        | Le ShortGirls                | Teatrino comico          | 25,63% (Vincono il ballottaggio) |
| 3°        | Bit                          | Intelligenza artificiale | 19,97% (Perde il ballottaggio)   |
| 4°        | Ludovica e Matteo Antonietti | Ballerini di tango       | 10,34%                           |
| 5°        | Liberi Di...                 | Artisti con l'acqua      | 7,66%                            |
| 6°        | Simone Ravenda               | Mentalista               | 5,93%                            |

Gruppo 3
| Posizione | Nome artista     | Tipologia       | Voti ricevuti                  |
| --------- | ---------------- | --------------- | ------------------------------ |
| 1°        | Stefano Scarpa   | Acrobata        | 60,94%                         |
| 2°        | Terenzio Traisci | Comico          | 15,94% (Vince il ballottaggio) |
| 3°        | Paolo Borghi     | Musicista       | 11,42% (Perde il ballottaggio) |
| 4°        | Otis Mallia      | Comico          | 4,22%                          |
| 5°        | Giacomo Garavini | Ballerino       | 4,10%                          |
| 6°        | Michele Ormella  | Spogliarellista | 3,37%                          |

Gruppo 4
| Posizione | Nome artista             | Tipologia             | Voti ricevuti                  |
| --------- | ------------------------ | --------------------- | ------------------------------ |
| 1°        | Luigi Fiorentino         | Manipolatore dinamico | 30,52%                         |
| 2°        | Luigi Necci              | Anziano cantante      | 17,66% (Vince il ballottaggio) |
| 3°        | Mirco Pontesilli         | Comico                | 17,28% (Perde il ballottaggio) |
| 4°        | De Stefano - Tatievskaia | Pianisti              | 16,69%                         |
| 5°        | Anna K.                  | Pole dancer           | 11,87%                         |
| 6°        | Extrobike                | BMX Freestylers       | 5,99%                          |

### Finale - 10 marzo
| Posizione | Nome artista                 | Tipologia                   | Voti ricevuti |
| --------- | ---------------------------- | --------------------------- | ------------- |
| 1°        | Stefano Scarpa               | Acrobata                    | 40,28%        |
| 2°        | Eugenio Amato                | Cantante                    | 7,63%         |
| 3°        | Federico Soldati             | Mentalista                  | 7,28%         |
| 4°        | Pierangelo Gullo             | Bambino attore              | 6,53%         |
| 5°        | Igor e Andrea Matyushenko    | Acrobati padre e figlio     | 5,67%         |
| 6°        | Salvo Randazzo               | Cantante                    | 5,27%         |
| 7°        | Emil Faccoli                 | Bambino break-dancer        | 3,67%         |
| 8°        | Devin De Bianchi             | Ginnasta                    | 3,58%         |
| 9°        | Terenzio Traisci             | Comico                      | 3,44%         |
| 10°       | Teatrallegria                | Attori e ballerini disabili | 3,43%         |
| 11°       | Syria Luongo                 | Bambina ginnasta            | 2,82%         |
| 12°       | Emanuele e Leonardo D'Angelo | Ballerini di tip tap        | 2,80%         |
| 13°       | Verba Volant                 | Improvvisatori              | 2,34%         |
| 14°       | Luigi Fiorentino             | Manipolatore dinamico       | 2,22%         |
| 15°       | Le ShortGirls                | Teatrino comico             | 1,97%         |
| 16°       | Luigi Necci                  | Anziano cantante            | 1,13%         |

## Ascolti
| Puntata                | Data             | Telespettatori | Share  |
| ---------------------- | ---------------- | -------------- | ------ |
| 1                      | 7 gennaio 2012   | 5 264 000      | 22,91% |
| 2                      | 14 gennaio 2012  | 5 764 000      | 25,47% |
| 3                      | 21 gennaio 2012  | 6 259 000      | 26,64% |
| 4                      | 28 gennaio 2012  | 6 796 000      | 28,26% |
| 5                      | 4 febbraio 2012  | 8 059 000      | 31,97% |
| 6                      | 11 febbraio 2012 | 8 812 000      | 34,52% |
| 7 (prima semifinale)   | 25 febbraio 2012 | 5 717 000      | 25,89% |
| 8 (seconda semifinale) | 3 marzo 2012     | 6 460 000      | 28,34% |
| 9 (Finale)             | 10 marzo 2012    | 6 949 000      | 30,57% |
| Media                  | Media            | 6 675 000      | 28,26% |